# Strażnica Zwiastująca Królestwo Jehowy
Strażnica Zwiastująca Królestwo Jehowy (ang. The Watchtower Announcing Jehovah’s Kingdom) – czasopismo religijne wydawane od lipca 1879 roku przez Towarzystwo Strażnica, oficynę wydawniczą Świadków Jehowy. Ukazuje się jednocześnie w 461 językach (wydania specjalne w ponad 780 językach). Rocznik „Strażnicy” zawiera 15 numerów w dwóch wydaniach: wydanie „do rozpowszechniania” ukazujące się trzy razy w roku (osiąga nakład ponad 31,74 miliona egzemplarzy, co czyni ją czasopismem o najwyższym nakładzie na świecie (drugie miejsce zajmuje „Przebudźcie się!”)) i „Strażnica” (wydanie do studium), która ukazuje się jako miesięcznik o przeciętnym nakładzie około 13 825 000 egzemplarzy. W około 50 spośród języków, w których się ukazuje, „Strażnica Zwiastująca Królestwo Jehowy” jest jedynym regularnie wydawanym periodykiem.
„Strażnica Zwiastująca Królestwo Jehowy” jest udostępniana nieodpłatnie wszystkim zainteresowanym podczas służby kaznodziejskiej, czasopismo nie jest przeznaczone na sprzedaż. Poza tym czasopismo nie zawiera reklam. Jego publikowanie wchodzi w zakres ogólnoświatowej biblijnej działalności edukacyjnej prowadzonej przez Świadków Jehowy, wspieranej dobrowolnymi datkami. W drugim numerze czasopisma z sierpnia 1879 roku zamieszczono uwagę: „Wierzymy, iż, Strażnica Syjońska’ cieszy się poparciem JEHOWY i dlatego nigdy nie będzie prosić ani błagać ludzi o protekcję. Kiedy Ten, który mówi:, Moje jest wszystko złoto i srebro gór’, przestanie dostarczać koniecznych funduszów, zrozumiemy, że nadeszła pora na wstrzymanie wydawania tego pisma” (Ag 2:8). Czasopismo stawia sobie za cel uwydatnianie pozycji Jehowy jako Władcy Wszechświata. Nazwa nawiązuje do konieczności zachowywania czujności w związku z realizacją Bożych zamierzeń.
„Strażnica”, razem z czasopismem „Przebudźcie się!”, przedstawia poglądy religijne Świadków Jehowy, jednak – w porównaniu do drugiego pisma – koncentruje się w większym stopniu na aspektach religijnych i biblijnych. Wydanie do studium służy do przeprowadzania w każdym zborze raz w tygodniu studium Strażnicy.

## Historia
W latach 1876–1878 Charles Taze Russell publikował swoje artykuły w czasopiśmie religijnym „Herald of the Morning” („Zwiastun Poranka”) wydawanym przez Nelsona H. Barboura oraz pojedyncze artykuły w czasopiśmie „Bible Examiner” George’a Storrsa. W okresie tym pittsburska klasa studiów biblijnych, której przewodził Russell, była połączona z grupą religijną Barboura z Rochester. Kiedy jednak w 1878 roku N.H. Barbour opublikował w „Zwiastunie Poranka” artykuł, w którym podważał naukę o okupie, C.T. Russell postanowił się z nim rozstać i rozpocząć wydawanie swojego czasopisma. Do współpracy Russell zaprosił redaktorów Johna H. Patona (były współpracownik N.H. Barboura), Williama I. Manna (późniejszy wiceprezes Towarzystwa Strażnica 1884–1888), Benjamina W. Keitha, Hugh B. Rice’a (wcześniej wydawca czasopisma „The Last Trump” [„Ostatnia Trąba”]), Alberta D. Jonesa (były współpracownik N.H. Barboura).
W początkowych latach czasopismo „Strażnica” drukowało zarówno artykuły napisane przez Charlesa T. Russella i członków zespołu redakcyjnego, jak też przedrukowywało artykuły znanych kaznodziejów jak Charlesa H. Spurgeona. Od roku 1891 prawie wyłącznie autorami artykułów publikowanych w „Strażnicy” był Charles T. Russell oraz członkowie zespołu redakcyjnego. Redaktorami „Strażnicy” w początkowym okresie byli m.in. Maria Frances Russell (do maja 1897), Lizzie A. Allen (od 1880), John Corbin Sunderlin (od 1880), Joseph Moffitt (1880–1892), Simon O. Blunden (1882–1892), Samuel T. Tackabury, były kaznodzieja metodystyczny (1885–1890), H.L. Gillis (1885–1893), William M. Wright (od 1887), William E. Page (od 1889) czy R. Wakefield (do 1896). Niektórzy redaktorzy „Strażnicy” nie byli członkami ruchu założonego przez Russella.
Pierwszy numer czasopisma wydawanego przez C.T. Russella ukazał się w lipcu 1879 roku w nakładzie 6000 egzemplarzy, pod pierwotną nazwą „Zion’s Watch Tower and Herald of Christ’s Presence” („Strażnica Syjońska i Zwiastun Obecności Chrystusa”). Zawierał on osiem stron. Dołączono do niego również specjalny dodatek przeznaczony wyłącznie dla wcześniejszych czytelników „Herald of the Morning”.
Począwszy od wydania z 1 stycznia 1892 roku „Strażnica Syjońska i Zwiastun Obecności Chrystusa” zaczęła się ukazywać dwa razy w miesiącu. W 1883 ukazał się pierwszy pojedynczy numer w języku szwedzkim (regularne wydania od stycznia 1904), w kwietniu 1897 roku ukazało się regularne dwumiesięczne wydanie niemieckie, w roku 1900 w języku duńskim, w październiku 1903 roku kwartalne wydania w językach francuskim i włoskim, w grudniu 1912 w języku fińskim, od 1914 miesięczne wydanie w języku węgierskim, a w roku 1915 w języku greckim i polskim.
Od wydania z 1 lutego 1920 roku rozpoczęto wydawanie „Strażnicy” we własnej drukarni mieszczącej się przy Myrtle Avenue 35 (niedaleko od Domu Betel). Pierwszy nakład wyniósł 60 tys. egzemplarzy. W tym samym roku wydano 7-tomową publikację, zawierającą reprinty „Strażnicy” z lat 1879–1919. Od końca lat 20. przez ponad dwie dekady w każdym wydaniu „Strażnicy”, w pierwszym akapicie pierwszego artykułu pojawiało się imię Boże w formie „Jehowa”.
W czasie II wojny światowej i po jej zakończeniu czasopismo to – z narażaniem życia – było przemycane do obozów koncentracyjnych, łagrów i więzień, często w formie zminiaturyzowanej lub jako mikrofilmy. W różnych okresach było ono w wielu krajach zakazane przez władze, dlatego też Świadkowie Jehowy zmieniali tytuł czasopisma lub drukowali je w warunkach konspiracyjnych. Na przykład w Niemczech w okresie III Rzeszy, gdy zakazano dystrybucji „Strażnicy”, czasopismu nadano nazwę „Jonadab”. Gdy nowy sposób dystrybucji został odkryty przez Gestapo, niemal każdemu kolejnemu wydaniu „Strażnicy” nadawano inny tytuł, posługując się przeważnie tytułem głównego artykułu z czasopisma: „Trzy święta”, „Abdiasz”, „Bojownik”, „Czas”, „Śpiewacy świątynni” itp. Czasopismo to ukazywało się w różnej formie i często w zmienionych formatach, przez co każde wydanie było dodatkowo odmiennie pakowane. Dzięki temu, gdy czasopismo trafiało do rąk Gestapo i do wszystkich posterunków policji w Niemczech kierowano okólnik o jego zakazie, to informacja ta zwykle była już spóźniona.

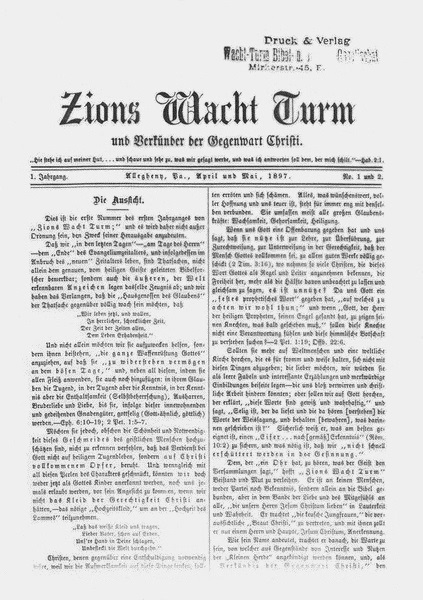
Edycja niemiecka, kwiecień-maj 1897
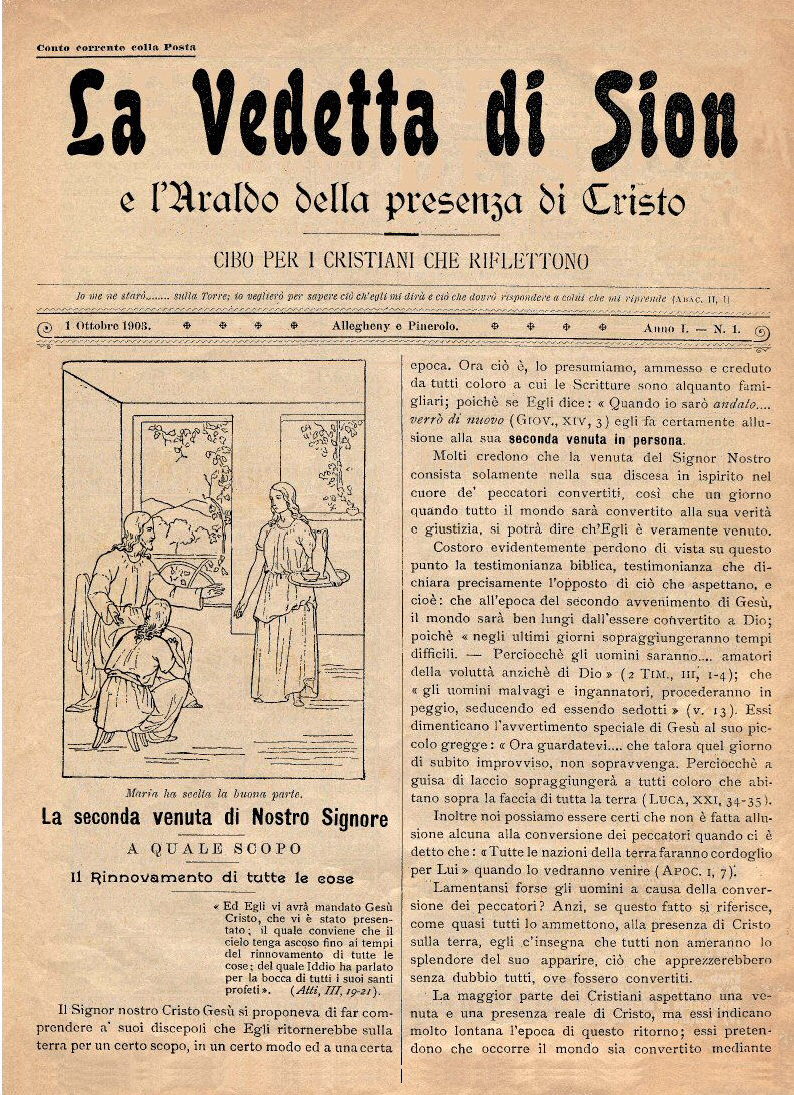
Edycja włoska, 1 października 1903
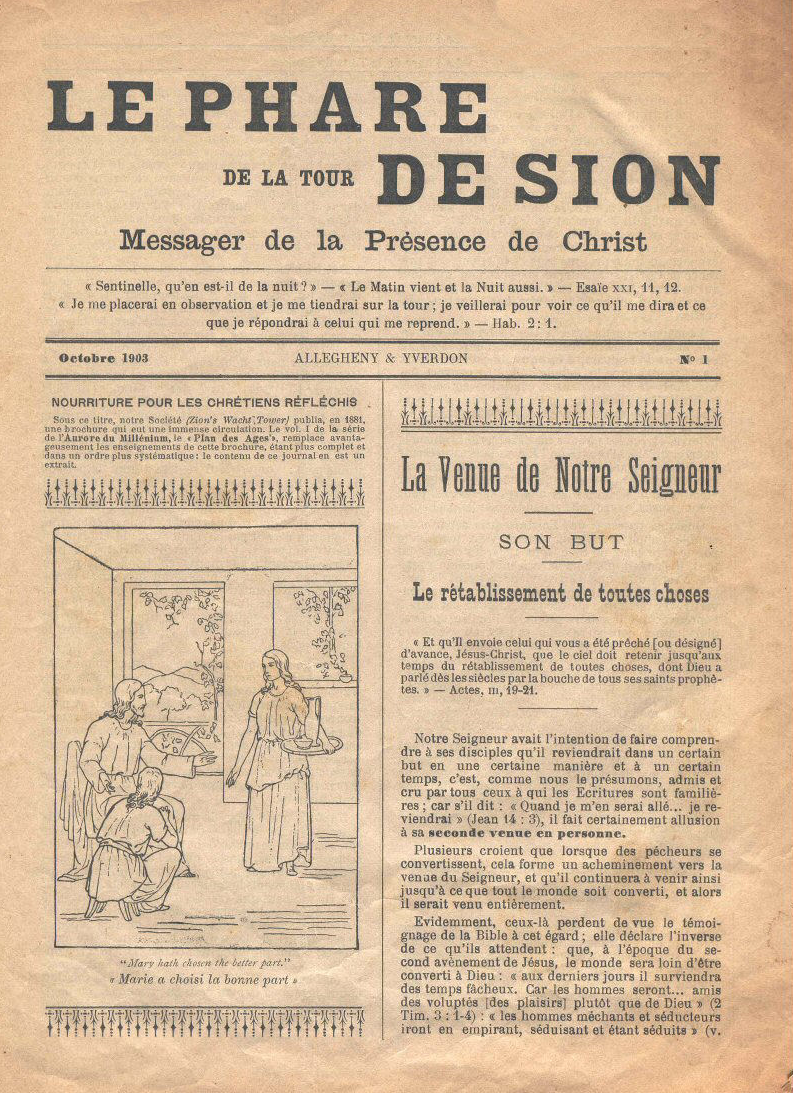
Edycja francuska, październik 1903
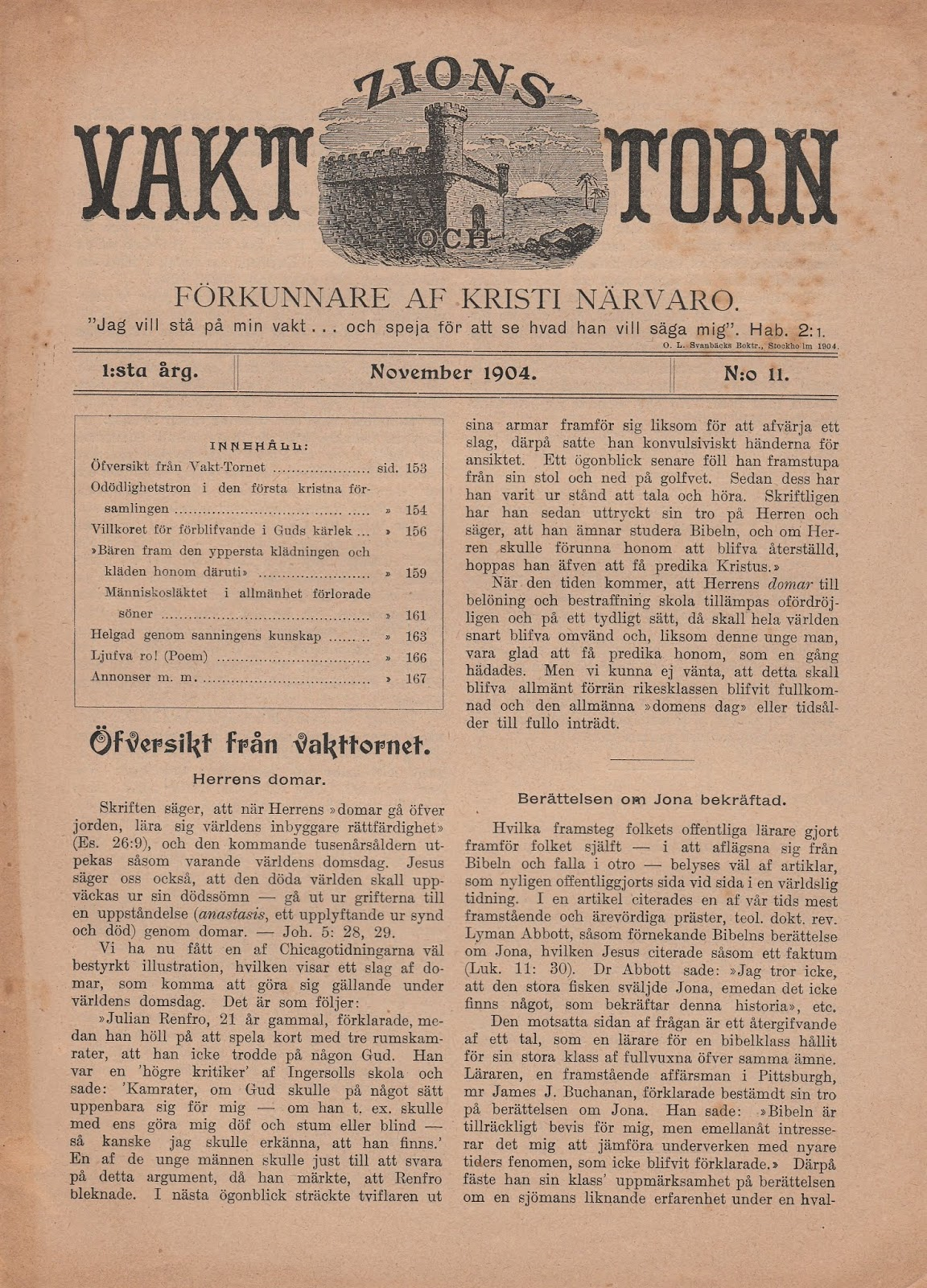
Edycja szwedzka, listopad 1904 (rok I, numer 11)
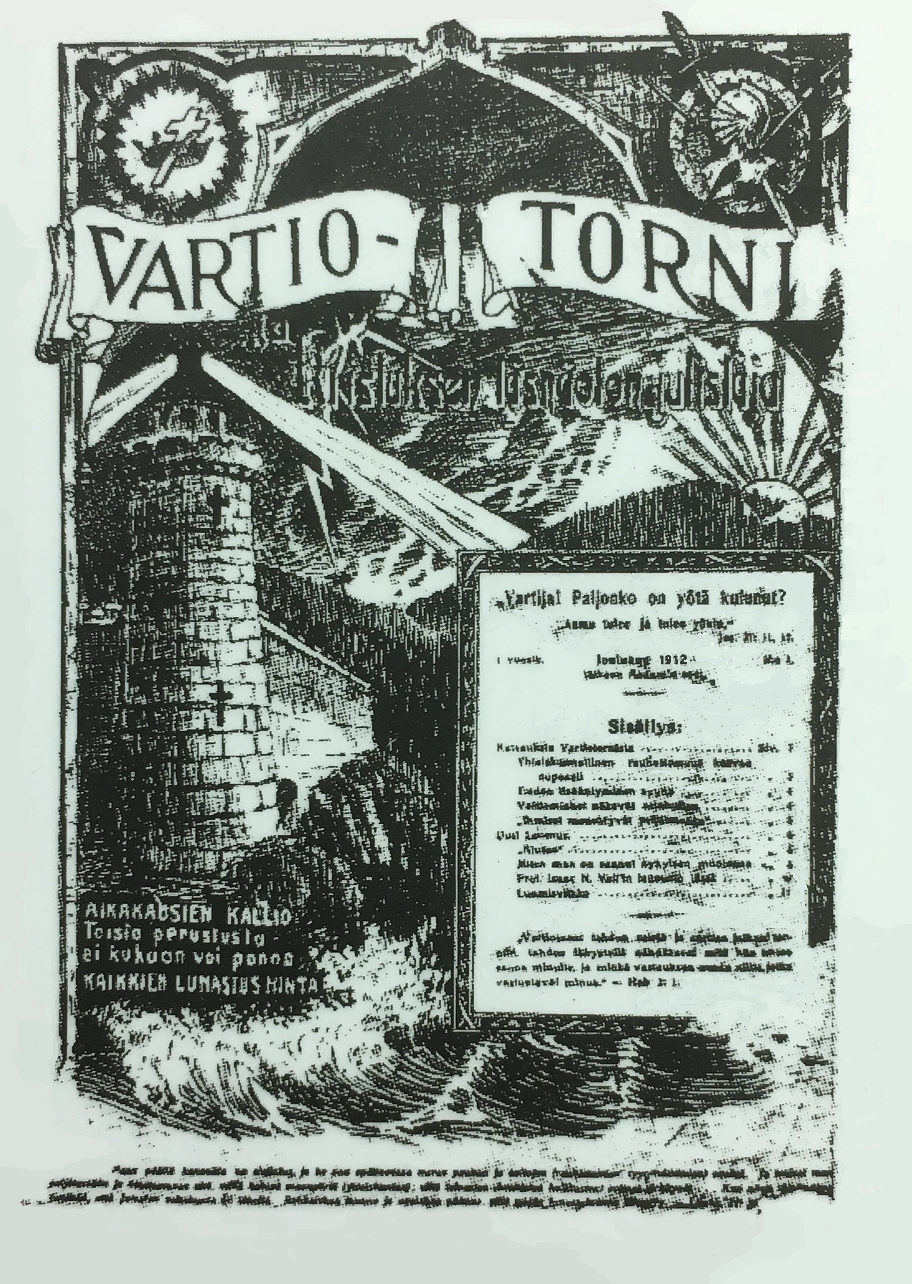
Edycja fińska, grudzień 1912
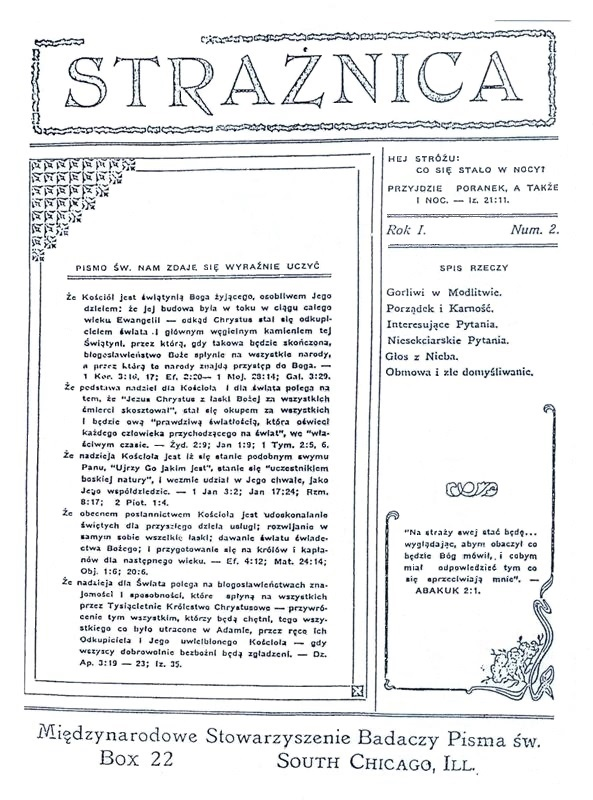
Edycja polska, 1915 nr 2
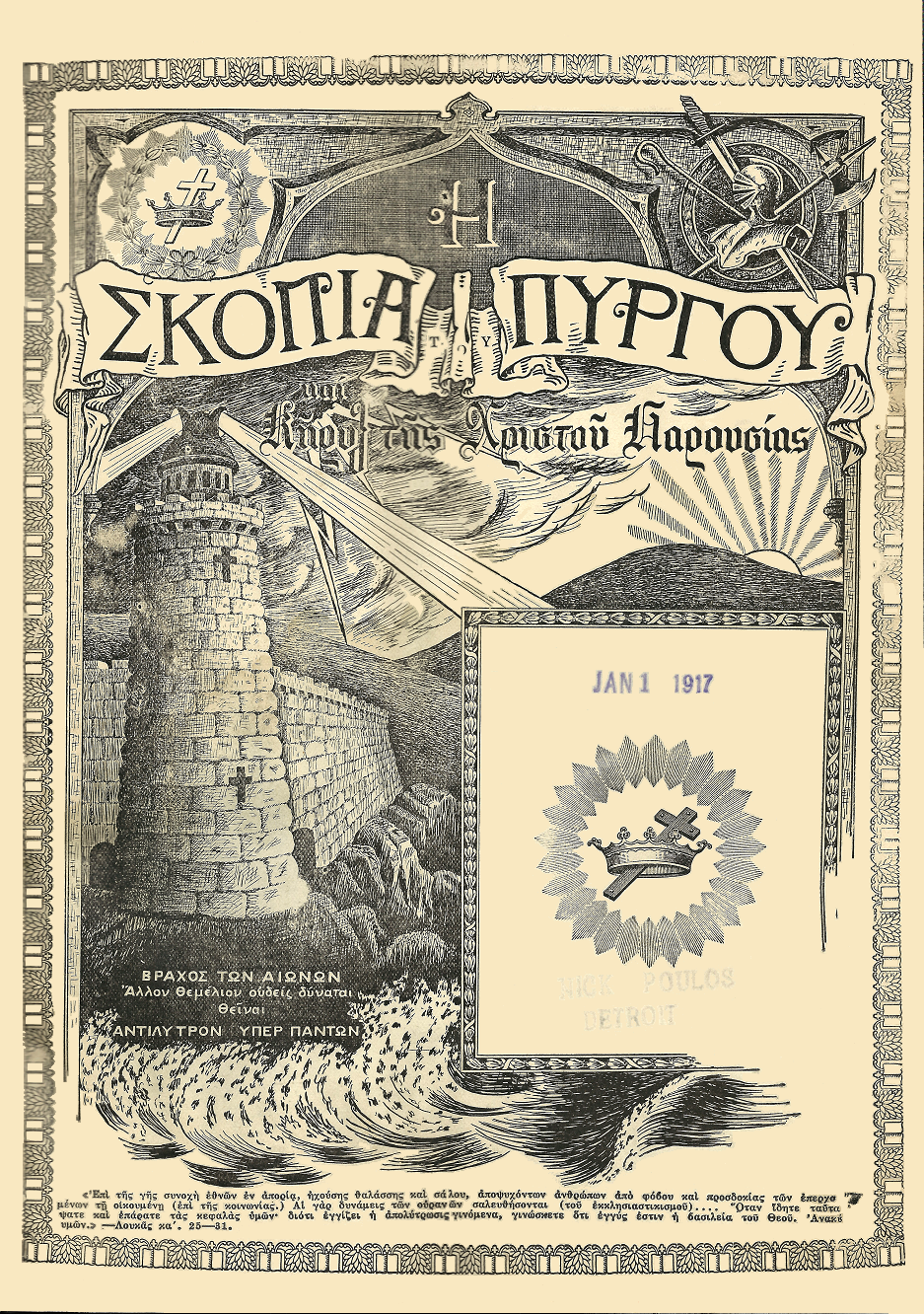
Edycja grecka, 1 stycznia 1917, rok III

### Historia czasopisma w Polsce
W języku polskim miesięczne wydania „Strażnicy” zaczęły się ukazywać w 1915 roku, jest najdłużej wydawanym czasopismem w tym języku. Pierwszym tłumaczem i redaktorem czasopisma był mieszkający w Chicago Hipolit Oleszyński. W połowie 1918 roku, gdy w Stanach Zjednoczonych aresztowano członków zarządu Towarzystwa Strażnica, przez kilka miesięcy „Strażnica” nie ukazywała się w języku polskim. By temu przeciwdziałać, powołano w Detroit korporację Strażnica – Towarzystwo Biblijne i Broszur, a od stycznia 1919 roku „Strażnica” zaczęła się ukazywać dwa razy w miesiącu. W 1937 roku w Polsce minister spraw wewnętrznych zakazał wydawania „Strażnicy”, a czasopismo zaczęto wydawać nieoficjalnie.
W okresie II wojny światowej „Strażnica” była powielana lub przepisywana ręcznie i rozprowadzana konspiracyjnie z zachowaniem najwyższej ostrożności – w niektórych wypadkach za posiadanie jednego egzemplarza czasopisma groziło umieszczenie w obozie koncentracyjnym. W latach 1940–1944 powielana „Strażnica” miała postać luźnych kartek formatu A-4. Materiał tak komponowano, by na jednym arkuszu papieru zawierała się logiczna całość pochodząca z bieżącego numeru. W ten sposób jeden egzemplarz czasopisma trafiał równocześnie do kilku czytelników. Taki sposób wydania w przypadku rewizji nie powodował utraty całego numeru, a tylko pojedynczych kartek.
Zarządzeniem z dnia 20 lipca 1950 roku Julian Leżyński w zastępstwie Naczelnego Dyrektora Głównego Urzędu Kontroli Prasy Publikacyj i Widowisk cofnął debit pocztowy oraz zakazał rozpowszechniania czasopisma „Strażnica” w języku polskim oraz „The Watchtower” w języku angielskim wydawanych w Stanach Zjednoczonych przez Towarzystwo Strażnica. Po delegalizacji działalności Świadków Jehowy w 1950 roku przez Urząd do Spraw Wyznań czasopismo produkowano w tajnych drukarniach nazywanych „piekarniami”. Za udział w produkcji literatury groziły kary więzienia, a w latach 1956–1969 służba bezpieczeństwa wykryła i zlikwidowała 34 ośrodki produkcji i dystrybucji publikacji biblijnych Świadków Jehowy. Do końca roku 1956 edycja czasopisma wydawana w Polsce nosiła tytuł „Strażnica Zwiastuje Królestwo Jehowy”. W latach zakazu działalności Świadków Jehowy pojawiły się również fałszywe wydania „Strażnicy” publikowane przez służbę bezpieczeństwa, których celem miało być wywołanie wrażenia istnienia podziału wśród polskich Świadków Jehowy.
W latach 80. XX wieku, gdy sprzeciw ze strony władz zelżał, Świadkowie Jehowy cieszyli się względną swobodą działalności. Umożliwiło to rejestrację w roku 1985 spółki „Strażnica – Wydawnictwo Wyznania Świadków Jehowy w Polsce”, która ułatwiła import publikacji zza granicy. Dzięki temu w połowie 1988 roku oficjalnie zezwolono na regularne sprowadzanie z drukarni Biura Oddziału w Niemczech czterobarwnych czasopism: wydawanej dwa razy w miesiącu „Strażnicy” oraz miesięcznika „Przebudźcie się!”. W kwietniu 1989 roku polska edycja „Strażnicy” zaczęła się ukazywać równocześnie z wydaniem angielskim. Od lutego 2014 „Strażnica” jest dostępna również w polskim alfabecie Braille’a, a od listopada 2015 roku również w polskim języku migowym.
W 2021 roku „Strażnica Zwiastująca Królestwo Jehowy” (wydanie do rozpowszechniania) w języku polskim miała nakład 530 tys. egzemplarzy, natomiast wydanie do studium 159 tys. egzemplarzy.

## Zmiany szaty graficznej i nazwy
Od lipca 1879 do końca roku 1890 czasopismo „Strażnica” miało skromną oprawę graficzną. Na jego stronie tytułowej, pomiędzy słowami „Watch” a „Tower”, znajdowało się logo przedstawiające strażnicę i wschodzące słońce. Począwszy od roku 1879 do wydania z 15 grudnia 1938 roku, na stronie tytułowej każdego numeru znajdował się cytat biblijny: „,Stróżu! Co się stało w nocy?’, Przychodzi poranek, a także i noc!’ (Izajasza 21:11)”. Od roku 1895 na stronie tytułowej znajdowały się jeszcze dwa cytaty – w ramce ze spisem treści cytat z Księgi Habakuka 2:2 oraz na dole strony tytułowej cytat z Ewangelii według Łukasza 21:25–28, 31. Począwszy od wydania z 15 października 1931 roku na okładce zamieszczono cytat z Księgi Izajasza 43:12 odnoszący się do imienia Bożego. Od wydania z 1 stycznia 1939 roku okładka „Strażnicy” zawierała dwa cytaty biblijne: z Księgi Izajasza 43:12 oraz Ezechiela 35:15.
1 stycznia 1909 roku z nazwy czasopisma zostało usunięte słowo Zion („The Watch Tower and Herald of Christ’s Presence” – „Strażnica i Zwiastun Obecności Chrystusa”), 15 października 1931 roku nazwę zmieniono na „Watchtower and Herald of Christ’s Presence” (zmieniła się pisownia słowa „Strażnica”), 1 stycznia 1939 roku na „Watchtower and Herald of Christ’s Kingdom” („Strażnica i Zwiastun Królestwa Chrystusa”), a 1 marca 1939 roku została przyjęta obecna nazwa, „The Watchtower Announcing Jehovah’s Kingdom” („Strażnica Zwiastująca Królestwo Jehowy”).
W styczniu 1891 roku na stronie tytułowej „Strażnicy” pojawił się krzyż w koronie, a tytuł został zapisany literami ozdobnymi. 1 stycznia 1895 roku symbolowi dodano wiązkę zieleni, która utworzyła charakterystyczny wieniec. Symbol ten widniał na tytułowej stronie „Strażnicy” do wydania z dnia 1 października 1931 roku włącznie. W styczniu 1895 roku na okładce czasopisma pojawiła się latarnia morska postawiona na skalistym brzegu wraz z jego podpisem „Opoka Wieków. Gruntu innego nikt nie może założyć. Okup za wszystkich”, zwracająca uwagę na ofiarę „okupu” tworzącą fundament nauk Badaczy Pisma Świętego w postaci śmierci Jezusa, która stanowiła cenę za potomstwo Adama. Światło latarni morskiej oświetlało spis treści czasopisma.
Po II wojnie światowej w czasopiśmie zaczęto zamieszczać więcej ilustracji. Począwszy od 15 sierpnia 1950 roku „Strażnica” otrzymała inną stronę tytułową, zawiera kolorowe ilustracje, zwiększono również objętość czasopisma z 16 do 32 stron. W 1981 roku rozpoczęto wydawanie techniką czterobarwną (pełny kolor) (od numeru z 1 kwietnia 2011 roku wszystkie składki są wydawane w tej technice).

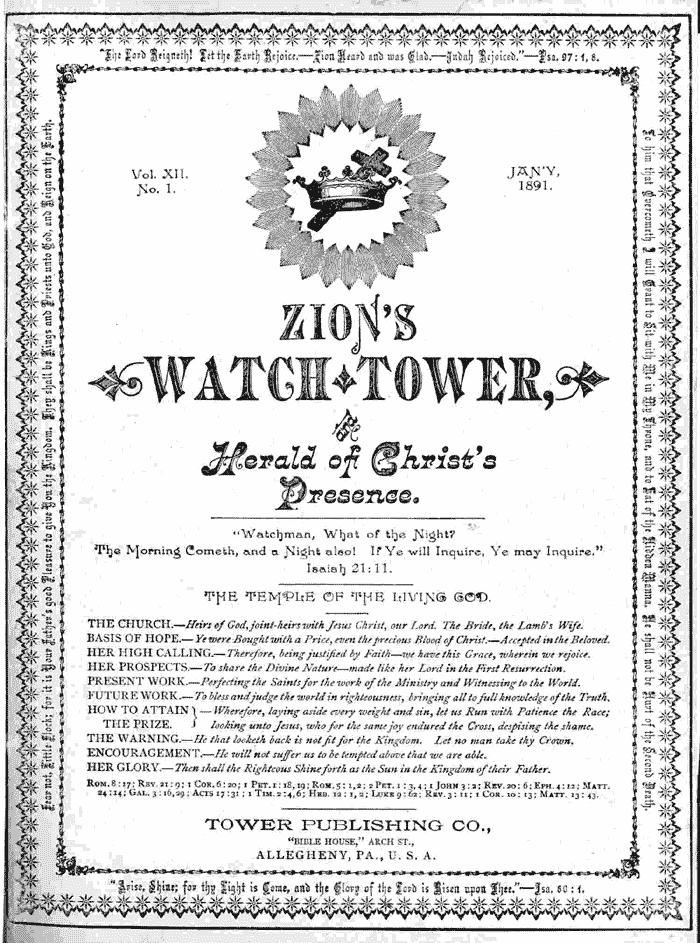
„Zion’s Watch Tower and Herald of Christ’s Presence”, styczeń 1891 (wygląd z lat 1891–1894)
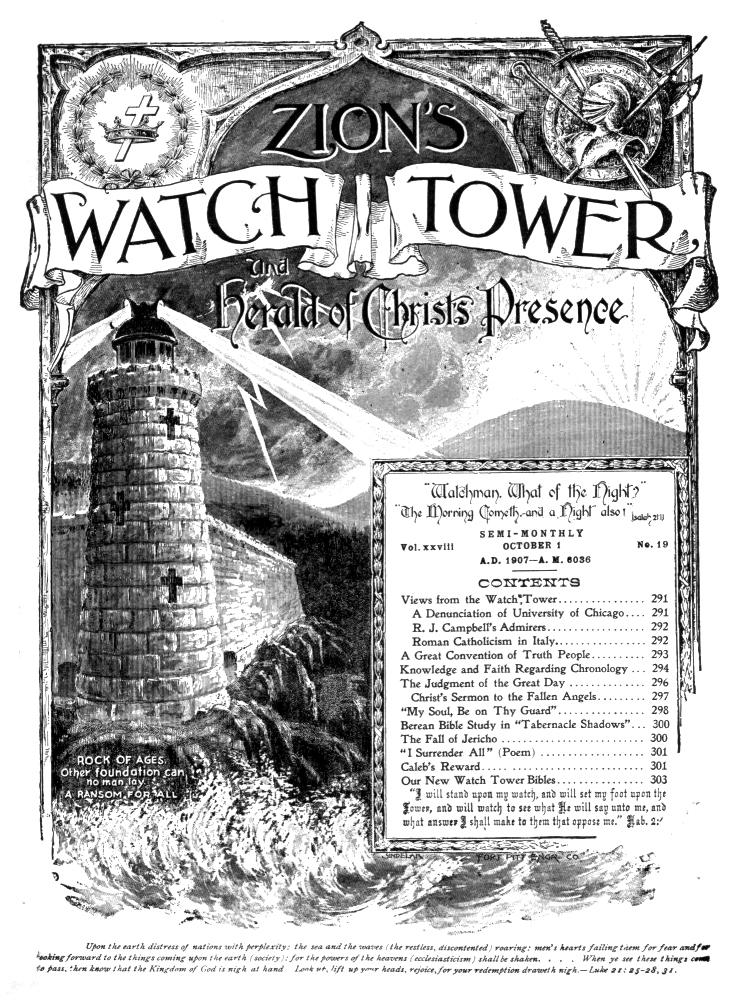
„Zion’s Watch Tower and Herald of Christ’s Presence”, 1 października 1907 (wygląd z lat 1895–1908)
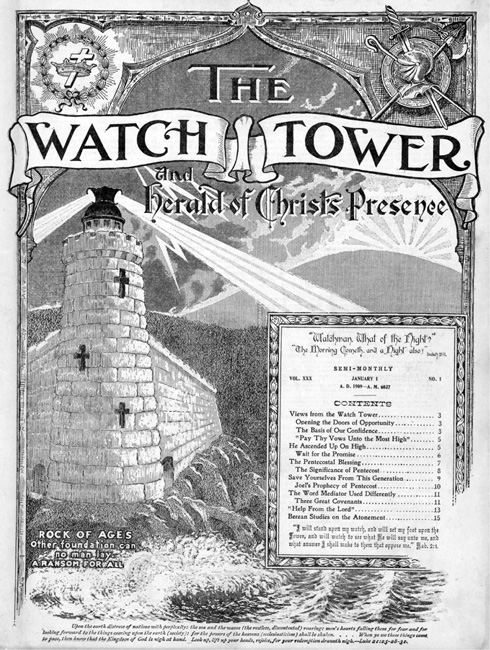
„The Watch Tower and Herald of Christ’s Presence” 1 stycznia 1909 (wygląd od 1909 do października 1916 roku)
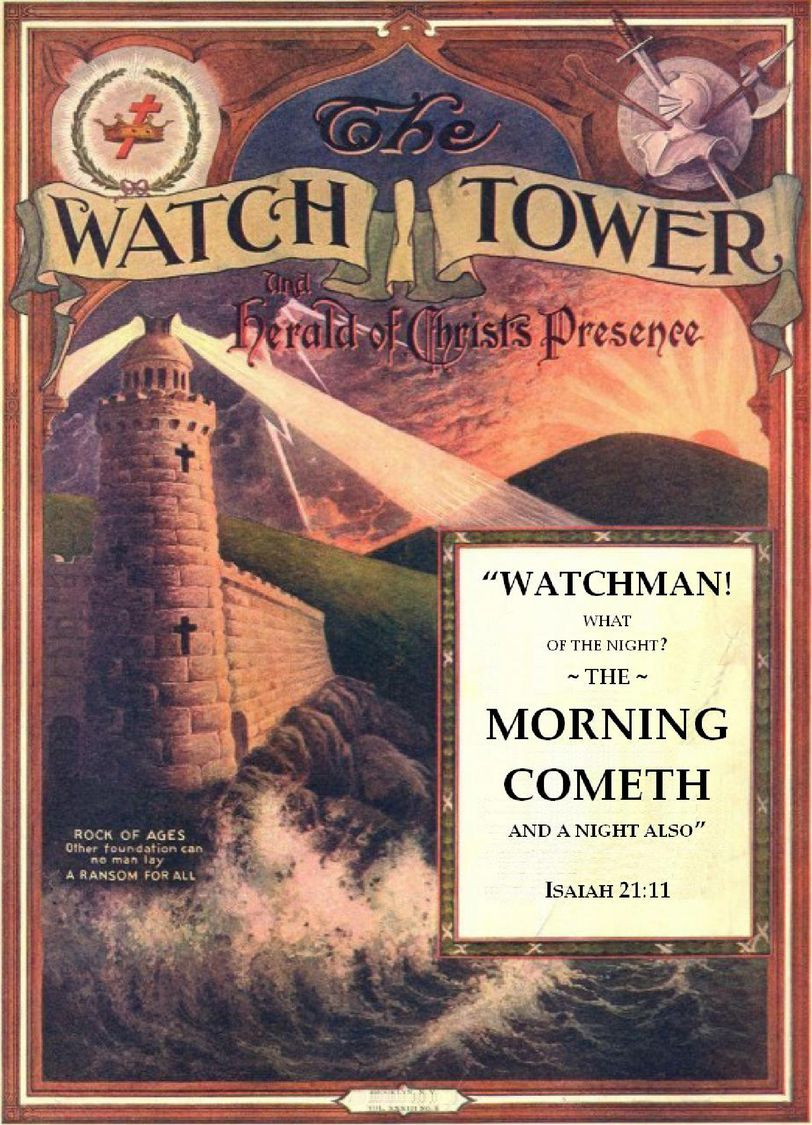
Specjalna kolorowa edycja „Strażnicy” z 1 stycznia 1912
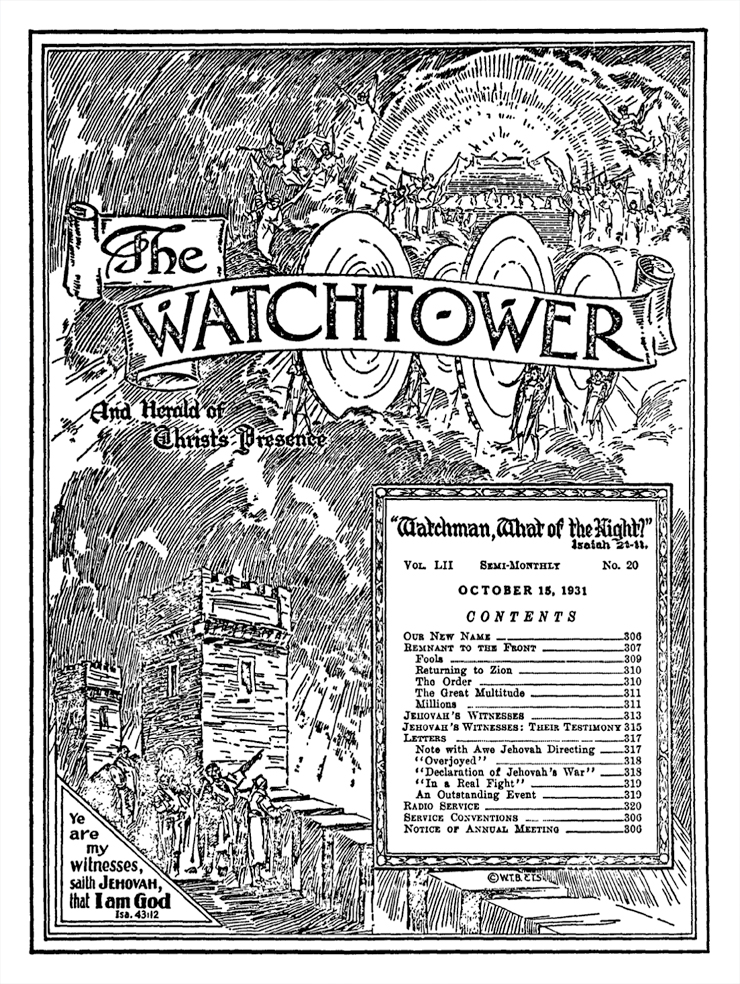
„Watchtower and Herald of Christ’s Presence” („Strażnica” z 15 października 1931, pierwszy raz w tej pisowni oraz bez krzyża w koronie)

## Edycje
Czasopismo to jest również dostępne w formie elektronicznej. Od 1976 roku jest też wydawane w alfabecie Braille’a po angielsku (wersje brajlowskie są dostępne wydaniu „do rozpowszechniania” w języku: angielskim oraz wydaniu „do studium” w języku: angielskim, francuskim, greckim, gruzińskim, hiszpańskim, japońskim, koreańskim, niderlandzkim, niemieckim, polskim, portugalskim, ukraińskim, węgierskim, włoskim), w 1988 roku powstała wersja audio na kasecie magnetofonowej, a w 1996 roku na płycie CD. W 2003 roku powstała wersja VHS w amerykańskim języku migowym, która doczekała się także edycji na DVD w 2004 roku. Ponadto w tym samym roku ukazała się edycja płytowa w formacie MP3, a w 2005 roku została wydana edycja DVD w brazylijskim języku migowym, wersje DVD oraz online – w wydaniu „do studium” – są dostępne w 49 językach migowych – a w wydaniu „do rozpowszechniania” – w 16 językach migowych (w tym polskim). Od stycznia 2008 roku czasopismo jest również dostępne online na oficjalnej stronie internetowej jw.org (numery od 2000 roku) (również w języku polskim oraz polskim języku migowym), w tym jako audiobook oraz w wersji HTML. Od 2008 roku czasopismo dostępne jest również w plikach z tekstem transkrybowanym na wersje brajlowskie (BRL) (w tym język polski) oraz w wersji audio na CD-ROMie, od grudnia 2009 roku w wersji PDF, od lipca 2011 roku w wersji EPUB, od stycznia 2014 roku w wersji MOBI, od czerwca 2014 roku w wersji RTF, a od czerwca 2024 roku w wersji DAISY. Od lipca 2011 roku do końca 2018 roku „Strażnica” w wydaniu „do studium” ukazywała się także w wersji uproszczonej. W języku polskim poza wersją tradycyjną dostępne są wydania dużym drukiem, oraz w wersji audio na płytach CD lub MP3 lub online na stronie jw.org. Czasopisma z poszczególnych lat są również dostępne w formie oprawnego tomu oraz w wersji elektronicznej na DVD (poprzednio na CD) (jako część komputerowej bazy publikacji Watchtower Library) oraz w serwisie internetowym jw.org i w Bibliotece Internetowej Strażnicy oraz w darmowych aplikacjach dla urządzeń cyfrowych i stacjonarnych JW Library oraz JW Library Sign Language.
Od numeru z 1 stycznia 2008 roku czasopismo ukazuje się w dwóch edycjach:
- Wydanie do rozpowszechniania od 2018 roku ukazujące się trzy razy w roku o objętości 16 stron (od 2022 roku wydaje się dwa numery reprintów oraz jeden nowy numer (z jednym głównym tematem)). Jest przewidziane dla wszystkich. Według wydawców: „porusza głównie sprawy duchowe i jest adresowana do osób, które w jakimś stopniu szanują Boga i Biblię. Mają pewne pojęcie o tej Księdze, ale nie rozumieją dokładnie jej nauk”[40]. Od 2018 roku omawia jeden temat w całym numerze. Wcześniej zawierało stałe rubryki, np.: „Temat z okładki”, „Biblia pomaga zmienić życie”, „Czy o tym wiedziałeś?”, „Zbliż się do Boga”, „Naśladujmy ich wiarę”, „Starożytna mądrość dla współczesnego człowieka” i na ostatniej strona okładki – „Czego uczy Biblia?”. Od stycznia 2013 roku wybrane rubryki – m.in.: „Dla młodych czytelników”, „Uczę się z Biblii”, „Listy od misjonarzy”, „Jak zabiegać o szczęście w rodzinie”, „Ucz swoje dzieci”, „Odpowiedzi na inne pytania biblijne” – były dostępne jedynie w wersji elektronicznej[41]. Od 2008 do końca roku 2015 wydanie do rozpowszechniania ukazywało się co miesiąc. W latach 2016–2017 wydanie „do rozpowszechniania” ukazywało się sześć razy w roku w: styczniu, marcu, maju, lipcu, wrześniu i listopadzie.
- Miesięczne wydanie do studium o objętości 32 stron zawiera cztery lub pięć artykułów do analizy w drugiej części zebrania w weekend – studium „Strażnicy” w miesiącu oraz inne artykuły. Od stycznia 2019 roku na ostatniej stronie podany jest spis treści, opis strony tytułowej oraz informacje o nowych artykułach z serii, które ukazywały się w czasopismach, a od tego wydania publikowane są w serwisie internetowym jw.org. (np. seria „Tematyka rodzinna”, „Biblia pomaga zmienić życie”, „Czy to nie zostało zaprojektowane”, „Naśladujmy ich wiarę”). Kolejny numerowany artykuł do studium zawiera na początku numer i tytuł pieśni początkowej, kilku zdaniowe streszczenie głównych myśli artykułu („W skrócie”). Każdy artykuł kończy się opisem ilustracji, trzema pytaniami powtórkowymi i numerem i tytułem końcowej pieśni. Zawiera też inne artykuły (np. „Życiorys”, „Czy o tym wiedziałeś?”), a do 2018 roku zawierało też np. serie: „Z naszych archiwów”, „Czy sobie przypominasz?”, „Słowo Jehowy jest żywe”, „Chętnie stawili się do dyspozycji”. W artykułach do studium od 2012 roku marginesy są szersze niż przy innych artykułach.

## Cel czasopisma
W czasopiśmie można przeczytać następujące wyjaśnienie idei publikacji:
Strażnica uwydatnia pozycję Boga Jehowy, Władcy Wszechświata. Pociesza wszystkich dobrą nowiną, że niebiańskie Królestwo Boże, wkrótce usunie z ziemi zło i przeobrazi ją w raj. Umacnia wiarę w już panującego Króla, Jezusa Chrystusa, który poniósł męczeńską śmierć, by ludzie mogli osiągnąć życie wieczne. Świadkowie Jehowy wydają to czasopismo od roku 1879. Jest ono całkowicie apolityczne i uznaje wyłącznie autorytet Biblii.
Czasopismo (podobnie jak inne publikacje Świadków Jehowy) nie publikuje nazwisk autorów artykułów, którzy, jak sami wyjaśniają, nie chcą przysparzać chwały sobie, tylko Bogu.

## Nakład i edycje językowe „Strażnicy”
Tabela ukazująca liczbę języków oraz nakład „Strażnicy” na przestrzeni lat.
| Rok  | Przeciętny nakład egz. | Liczba języków |
| ---- | ---------------------- | -------------- |
| 1879 | 6000                   | 1              |
| 1914 | 50 000                 | 8              |
| 1950 | 1 210 000              | 32             |
| 1970 | 6 750 000              | 73             |
| 1979 | 10 200 000             | 82             |
| 1994 | 16 100 000             | 116            |
| 2000 | 22 398 000             | 132            |
| 2010 | 39 601 000             | 180            |
| 2015 | 52 946 000             | 228            |
| 2020 | 93 281 789             | 379            |
| 2025 | 31 744 000             | 461            |

## Galeria

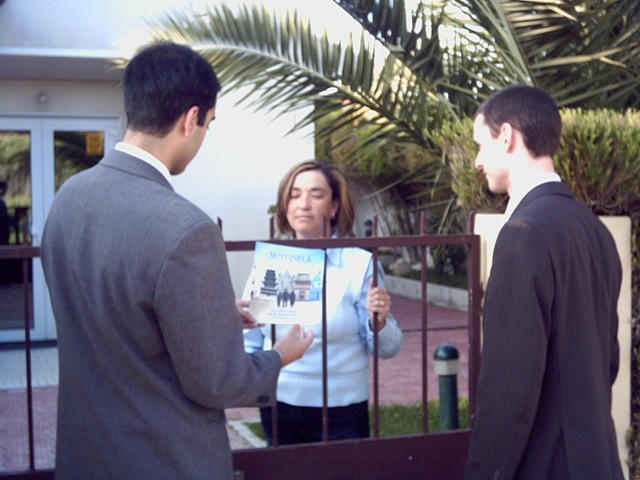
„Strażnica” jest nieodpłatnie rozpowszechniana w 461 językach w 240 krajach i terytoriach
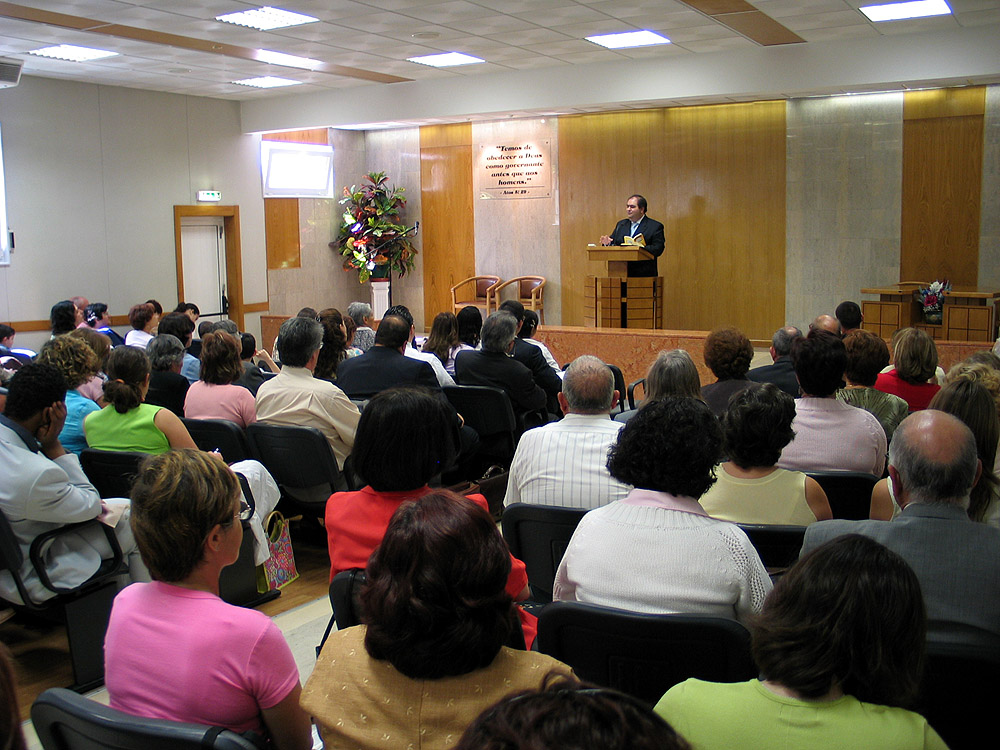
Studium „Strażnicy” na zebraniu w Sali Królestwa
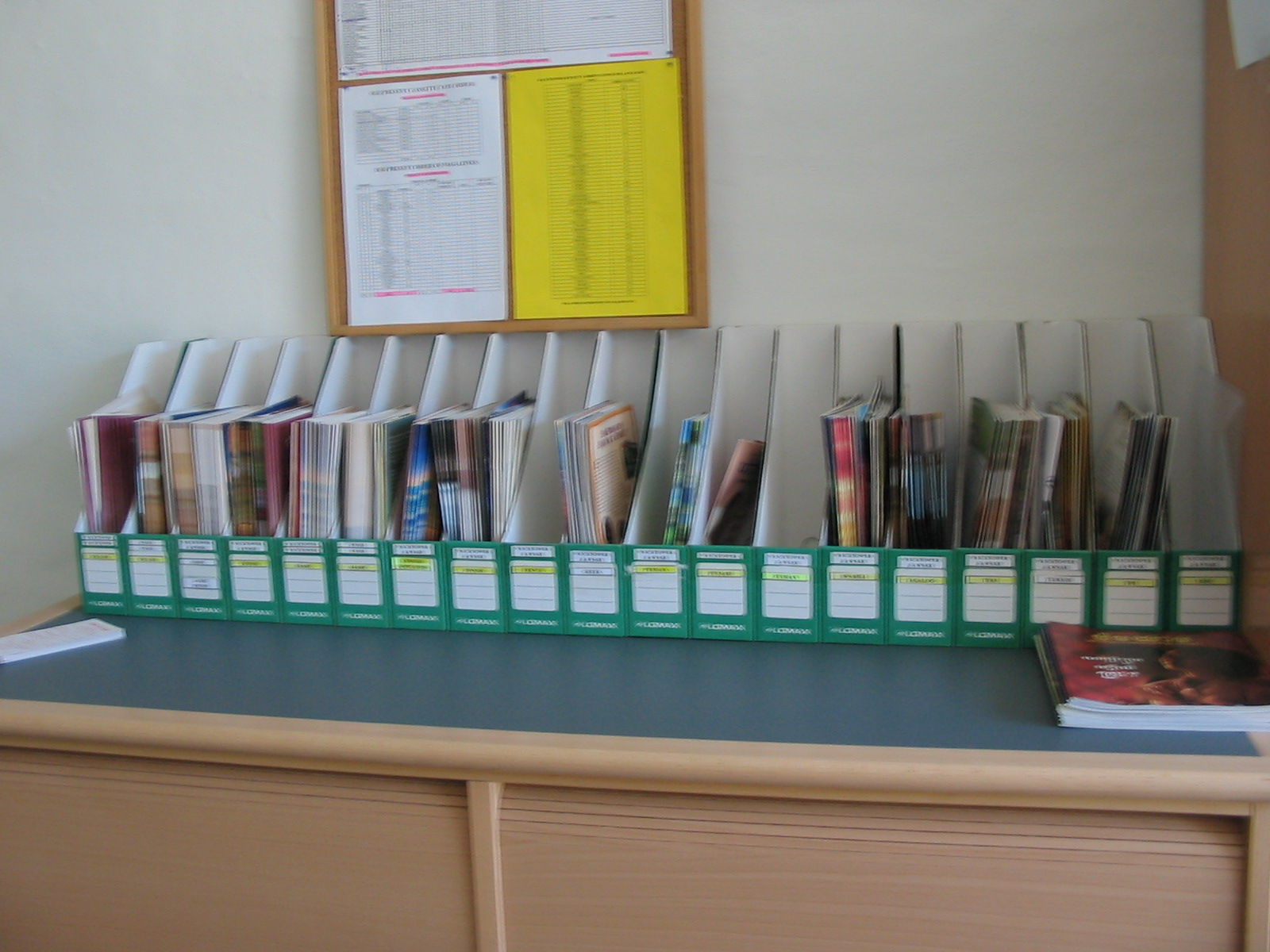
Wydania przygotowane dla głosicieli na Sali Królestwa